# تريسفايسو
بلدية تريسفايسو (بالإسبانية: Tresviso)‏، هي إحدى بلديات منطقة كانتابريا, المصنفة على أنها مقاطعة أيضاً، في شمال إسبانيا.
يبلغ عدد سكانها 55 نسمة وفقاً لإحصائية سنة (2002).